# یوسفوف دول (ناحیه یابلونتس ناد نیسوو)
یوسفوف دول (ناحیه یابلونتس ناد نیسوو) (به چکی: Josefův Důl) یک منطقهٔ مسکونی در جمهوری چک است که در ناحیه یابلونتس ناد نیسوو واقع شده‌است. یوسفوف دول ۱٬۰۲۱ نفر جمعیت دارد.